# المدرسة العليا للعلوم الاقتصادية والتجارية بتونس
المدرسة العليا للعلوم الاقتصادية والتجارية بتونس هو معهد تعليم عالي يقع في مدينة مدينة تونس التونسية. ويتبع إدارياً جامعة تونس.

## الإختصاصات
توجد بالمعهد العديد من الاختصاصات:
- الاقتصاد
- التصرف
- إعلامية التصرف

## وصلات خارجية
- الموقع الرسمي للمدرسة العليا للعلوم الاقتصادية والتجارية بتونس